# 旗鱼号潜艇 (SS-192)
旗鱼号潜艇，舷号“SS-192”，是美国海军的一艘重牙鲷级潜艇，初名角鲨号。1939年5月23日，角鲨号在新罕布什尔州海岸附近进行试潜时沉没，26名船员丧生。在救援中首次使用了潜艇救生钟，拯救了其余33名船员的生命。角鲨号于1939年底打捞出水并退役。
1940年5月，该潜艇更名为“旗鱼号”。旗鱼号在第二次世界大战期间多次巡航，获得九枚战斗星章。1945年10月退役，后出售拆解，司令塔在基特里朴茨茅斯海军造船厂展出。

## 建造
1937年10月18日，角鲨号潜艇在基特里朴茨茅斯海军造船厂动工。该潜艇是美國海軍唯一一艘以角鲨命名的潜艇。1938年9月14日，在海军上将托马斯·C·哈特妻子的赞助下下水，1939年3月1日开始服役。首任艇长为奥利弗·F·纳昆中尉。 1939年5月23日，角鲨号由于机械故障在试潜中沉没。打捞出水后更名为“旗鱼号”，并于1940年5月15日重新服役。

## 试潜事故

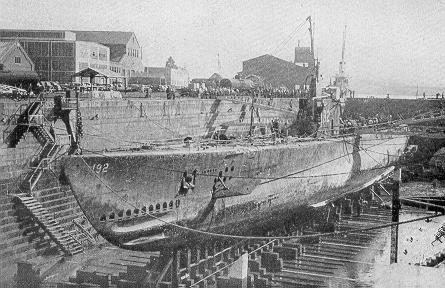
打捞出水的角鲨号

1939年5月12日，角鲨号开始在新罕布什尔州朴茨茅斯附近试潜。5月23日上午，在42°53′N 70°37′W / 42.883°N 70.617°W浅滩群岛海域试潜时，由于通气管主感应阀故障并没有关闭到位， 船尾鱼雷室、两个机舱、船员宿舍淹没，26人丧生。船员迅速采取行动，防止其他船舱淹水。艇长下令解开甲板上的救生浮标，随后潜艇坐沉到了243英尺（74）深的海底。
姊妹艇杜父鱼号通过救生浮标定位到角鲨号后，24日中午11点30分，潜艇救援船猎鹰号放出救生钟与角鲨号甲板的舱盖对接。25日凌晨，受困的33名船员全部救出。参与救援的四名潜水员亦被授予荣誉勋章。由于之前鲟鱼号和前笛鲷号也曾失事，为了彻底调查遇险原因，海军当局决定打捞角鲨号。1939年9月13日，角鲨号成功打捞出水拖入朴茨茅斯船厂，11月15日退役。

## 服役历史
1940年2月9日，角鲨号更名为“旗鱼号”，成为美国海军第一艘以旗鱼为名的军舰。1940年5月15日重新服役，艇长是美国海军学院毕业的海军少校小莫顿·C·穆玛。
9月中旬完成整修后，1941年1月16日旗鱼号前往太平洋。 旗鱼号经过巴拿马运河，在圣地亚哥补充燃料後于3月初抵达珍珠港。尔后向西航行到马尼拉，并加入亚洲舰队，直到日军袭击珍珠港。
太平洋战争期间，艇长下令禁止船员称该潜艇为“角鲨号”。触犯禁令的船员会在下一次停靠港口时被逐出潜艇。

### 第二次世界大战期间

#### 前五次巡航：1941年12月至1942年8月
珍珠港事件后，旗鱼号离开马尼拉，在吕宋岛西海岸开始第一次巡航。12月10日，旗鱼号发现一支巡洋舰和驱逐舰支援的登陆部队，但无法确定射击位置。12月13日晚遭遇两艘日本驱逐舰。驱逐舰发现旗鱼号后，投下数枚深水炸弹，而旗鱼号则发射了两枚鱼雷。两舰在战斗中均未受损。12月17日，旗鱼号返回马尼拉。
艇长更换为理查德·G·沃格后，旗鱼号在12月21日前往台湾进行第二次巡航。1942年1月27日上午，在达沃哈马黑拉岛附近遭遇一艘妙高级巡洋舰，并向其发射四枚鱼雷，造成目标损伤。但两艘护卫舰的攻击迫使旗鱼号潜入260英尺（79）深的水下，向南逃向爪哇岛。2月14日，旗鱼号抵达芝拉扎县加油并补给弹药。
2月19日，旗鱼号经过龙目海峡前往爪哇海开始第三次巡航。途中与盟军军舰休斯顿号重巡洋舰和两艘护卫舰相遇，尔后休斯顿号和护卫舰前往巽他海峡，旗鱼号留在附近巡航。3月2日，旗鱼号遭遇一艘敌方驱逐舰，但攻击未能成功。当晚，在龙目海峡入口处发现一艘疑似是加贺号航空母舰的大型舰艇和四艘护航的驱逐舰。旗鱼号发射四枚鱼雷，击中两枚，目标舰沉没。 但事实上，加贺号当时在爪哇岛南部海域，旗鱼号击沉的舰艇是加茂川丸特设飞机运输舰。3月19日，旗鱼号回到澳大利亚弗里曼特爾。
3月22日至5月21日，旗鱼号在爪哇海和西里伯斯海进行第四次巡航，并向“麦克阿瑟的游击队”运送1856发防空弹药。此次巡航仅与敌人有过一次接触，未获得任何战果。
6月13日至8月1日，旗鱼号在中南半岛附近的南海进行第五次巡航。7月4日发现一艘大型货船，但由于其是医疗船，无法进行攻击。7月9日，旗鱼号遭遇日军陆军运输船青叶山丸，并向其发射两枚鱼雷，击中一枚。青叶山丸倾斜了15°，但并未沉没。之后旗鱼号返回弗里曼特尔。 

#### 第六及第七次巡航：1942年9月至1943年1月
第五次巡航结束后，旗鱼号前往布里斯班，艇长换为约翰·R·摩尔。 9月13日，前往所罗门群岛西部开始第六次巡航。9月17日至18日的夜间曾遭遇由八艘驱逐舰护送的日军巡洋舰，但未能攻击。9月19日，旗鱼号向一艘布雷艇发射三枚鱼雷，但均未命中，被迫下潜以躲避反击。11枚深水炸弹近距离爆炸，造成船体多处小规模损伤。11月1日，旗鱼号返回布里斯班。
11月24日，旗鱼号前往新不列顛南部开始第七次巡航。12月2日对两艘驱逐舰发动攻击但失败。12月25日，旗鱼号声称击沉一艘日军潜艇，但战后日军的记录无法确认是否属实。12月30日和31日分别攻击了一艘货船和驱逐舰，但未成功。1943年1月15日，旗鱼号返回珍珠港。

#### 第八及第九次巡航：1943年5月至9月
1月27日至4月22日在梅尔岛海军造船厂整修后，4月30日，旗鱼号返回珍珠港。5月17日前往日本附近开始第八次巡航。在中途岛加满燃料后，抵达日本本州东岸的巡航海域。虽然和敌人有过几次接触，但由于天气恶劣，无法进攻。6月15日，在釜石市海岸发现了两艘由三艘獵潛艦护航的货船。 旗鱼号发射了三枚鱼雷，命中一枚，击沉运输船神珠丸。十天后，旗鱼号击沉了运输船伊布里丸，并因此遭到护航舰队超过98发深水炸弹的攻击。旗鱼号船体小规模损伤，于6月26日离开巡航海域。7月3日返回中途岛。
艇长更换为威廉·R·勒法沃爾后，7月25日，旗鱼号前往台灣海峽和冲绳附近开始第九次巡航。此次巡航只发现了一艘轮船和一艘戎克船，没有取得任何战果。9月16日，旗鱼号返回珍珠港。

#### 第十次巡航：1943年11月至1944年1月
在珍珠港整修后，艇长更换为罗伯特·E·M·沃德。11月17日，旗鱼号前往本州岛南部开始第十次巡航。途中，船尾的一个鱼雷管发生故障，船员取出其中的鱼雷。
在中途岛加油后，旗鱼号抵达巡航海域。12月3日晚，旗鱼号在横须贺东南240英里（390）用雷达探测到从丘克群岛驶向日本的舰队，其中包括沖鹰号航空母舰、云鹰号航空母舰、11月5日在轰炸拉包尔中受损的摩耶号重巡洋舰和四艘驱逐舰。虽然受到台风影响，旗鱼号仍以12节的速度冲到舰队前方，发射了四枚鱼雷，两枚命中冲鹰号。尔后旗鱼号深潜以躲避驱逐舰投下的深水炸弹，而日军舰队迅速撤离，只留下受损的冲鹰号和护航的浦风号驱逐舰。4日凌晨2时，旗鱼号浮出水面追击冲鹰号。5时，旗鱼号发射三枚鱼雷，两枚命中冲鹰号，之后下潜规避反击。
稍晚，旗鱼号又发射了三枚鱼雷，最后两枚命中冲鹰号。下潜过程中，潜艇内的船员听到巨大的爆炸声。不久，冲鹰号航空母舰向左舷倾斜沉没。冲鹰号是美军潜艇在二战中击沉的第一艘日军航空母舰，也是1943年唯一一艘被敌方击沉的日军大型军舰。讽刺的是，冲鹰号上装载了21名美军战俘。而这些战俘都来自四年前在旗鱼号（当时的角鲨号）试潜事故中参与救援的杜父鱼号潜艇。冲鹰号被击沉后，其中20名葬身大海。
12月7日，旗鱼号在丰后水道附近上浮时遭到日军战斗机攻击，命中右舷，动力部分受损。船员进行了紧急处理。12月13日上午，在九州岛南部发现两艘货船。当晚，旗鱼号向其发射四枚鱼雷，击沉了其中的東泰丸陆军船。12月20日晚，旗鱼号发现一艘日军医疗船。
12月21日，旗鱼号在丰后水道发现由三艘驱逐舰护航的六艘大型货船。旗鱼号发射了剩余五枚鱼雷中的三枚，两枚命中货船。在下潜躲避驱逐舰反击时，宇洋丸海軍徵傭船沉没。1944年1月5日，旗鱼号返回珍珠港。艇长沃德获得一枚海軍十字勳章。

#### 第十一次巡航：1944年7月至9月
6月15日至17日，旗鱼号在马雷岛进行大规模检修，尔后返回夏威夷。7月9日，作为“狼群戰術”的一部分，旗鱼号与六线鱼号、尖嘴鱼号组成编队在吕宋海峡执行第十一次巡航。8月7日下午，旗鱼号和六线鱼号发现日军船队。旗鱼号发射三枚鱼雷，命中一枚，击沉陆军护卫艇锦州丸。
8月18日至19日午夜，旗鱼号通过雷达探测到由三艘驱逐舰护航的榛名号战列舰。1时35分，旗鱼号发射四枚鱼雷，其中一枚命中护航的驱逐舰。 虽然驱逐舰应该受到重创，但是没有记录可以证实。
8月24日，旗鱼号在台湾南部用雷达探测敌方的四艘货船和两艘小型巡逻艇。旗鱼号发射四枚鱼雷，命中两枚。 东安丸海軍徵傭船断成两截沉没。下潜躲过深水炸弹后，旗鱼号又向第二艘货船发射了四枚鱼雷，命中两枚。虽然船员认为该货船必然沉没或受损，但日军没有记录证实。

#### 第十二次巡航：1944年9月至12月
9月26日至12月11日，旗鱼号在吕宋岛和台湾海域和鲳鱼号、礁蝴蝶鱼号一起参加了第十二次巡航。
经过台风边缘后，旗鱼号抵达巡航地点。10月12日，旗鱼号在琉球岛附近海域营救了12名海军飞行员。这些飞行员在袭击台湾的日军基地后中弹弃机。旗鱼号还用甲板炮击沉了企图俘虏飞行员舢舨和巡逻艇。10月24日，旗鱼号到达塞班岛让飞行员下船，并加油整修。
返回巡航区域后，11月3日，旗鱼号袭击一支运输船队但未成功。次日，成功击中日军驱逐舰春风号和登陆舰T-111号，但由于敌方巡逻机攻击，自身也受到了损伤。随后旗鱼号离开该海域。11月24日傍晚，旗鱼号发现前往菲律宾伊巴雅特的船队。在通知鲳鱼号船队方位后，旗鱼号向一艘护航的驱逐舰发射了三枚鱼雷，据信至少命中一枚，之后该舰从雷达屏幕上消失了。然而，旗鱼号突然受到驱逐舰攻击。在确定没有船体损坏后，旗鱼号下潜回避。四个半小时后，旗鱼号躲过驱逐舰的攻击，离开战场，经中途岛，于12月11日返回珍珠港。

#### 返回美国本土
12月26日，旗鱼号在整修后离开夏威夷。1945年1月22日，经巴拿马运河抵达新倫敦海軍潛艇基地。6月9日至8月9日，在關塔那摩灣海軍基地用作训练艇。在费城海军船坞停留六周后，10月2日抵达朴茨茅斯进行封存。

### 战后
1945年10月27日退役后，朴茨茅斯的居民试图保留旗鱼号作为纪念，但没有成功。1946年11月停战纪念日上，海军副部长约翰·L·沙利文同意保留司令塔进行展览。其余部分原计划用于核试验或击沉，但最终还是在1948年4月30日除名，6月18日出售拆解。旗鱼号的司令塔则在朴茨茅斯海军造船厂（43°04′55.4″N 70°44′18.7″W / 43.082056°N 70.738528°W）展览，以纪念试潜事故中的遇难船员。
旗鱼号在太平洋战场获得9枚战斗星章，并在第十次巡航中获得總統單位表彰。

## 荣誉
- 總統單位表彰
- 美国国防部服役奖章（英语：American Defense Service Medal）
- 美国战役勋章（英语：American Campaign Medal）
- 亚洲-太平洋战争奖章（英语：Asiatic-Pacific Campaign Medal），9枚战斗星章
- 第二次世界大戰勝利獎章

## 纪录片
《深海脱险》是2001年由詹姆斯·基彻执导的纪录片，讲述了美国角鲨号潜艇的试潜事故。其中角鲨号和杜父鱼号的布景修改自电影《U-571》使用的S-33号潜艇的模型。该模型至今仍在馬爾薩的格兰德港（35°52′46.00″N 14°29′49.92″E / 35.8794444°N 14.4972000°E）。

## 延伸阅读
- Kerr, D. Allan. . seacoastonline.com (Portsmouth, New Hampshire). 19 May 2019  [20 May 2019]. （原始内容存档于2021-08-15）.